# Otto Lyrholm
Sten Otto Lyrholm, född 5 januari 1834 på Vägsjöfors bruk i Vitsands socken, Värmlands län, död 19 mars 1902 i Göteborg, var en svensk grosshandlare. 
Fadern var bruksägaren Anders Lyrholm och sonen växte upp på Vägsjöfors bruk. Lyrholm grundade firman O. Lyrholm & C:o i Göteborg och hade intressen i flera industriföretag, däribland Källskärs AB i Söderhamn. Han var styrelseledamot i Svenska Bibelsällskapet samt i folkskolestyrelsen.
Han var far till industrimannen Anders Lyrholm (1863–1905).